# Max Norman
Max Norman est un producteur de musique britannique aujourd'hui à la retraite, qui connut le succès dans les années 1980 en produisant de nombreuses vedettes du heavy metal, dont Ozzy Osbourne, Megadeth, Loudness...